# Les Trois Garrideb
Les Trois Garrideb (The Adventure of the Three Garridebs en version originale), est l'une des cinquante-six nouvelles d'Arthur Conan Doyle mettant en scène le détective Sherlock Holmes. Elle est parue pour la première fois le 25 octobre 1924 dans la revue américaine Collier's Weekly, avant d'être regroupée avec d'autres nouvelles dans le recueil Les Archives de Sherlock Holmes (The Case-Book of Sherlock Holmes).

## Résumé

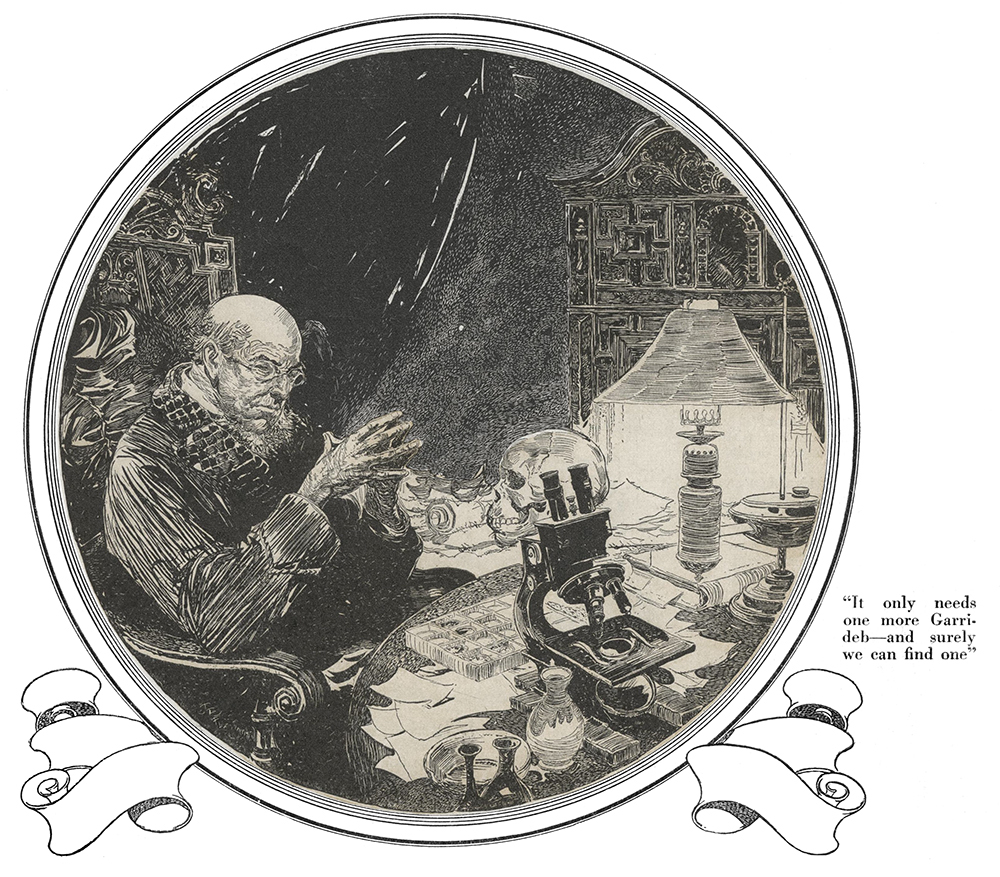
"The Adventure of the Three Garridebs", illustration de John Richard Flanagan pour la nouvelle d'Arthur Conan Doyle, publiée le 25 octobre 1924

### Mystère initial
Pour avoir accès à un important héritage, trois hommes portant le nom de Garrideb doivent se présenter ensemble devant le notaire. L'un des deux premiers fait appel à Sherlock Holmes pour trouver le troisième.

### Résolution
Holmes reçoit une lettre d'un certain Nathan Garrideb du 136 Little Ryder Street, lui demandant de l'aide dans une quête des plus étranges. Un John Garrideb, du Kansas, l'a approché en lui demandant de l'aider à trouver une troisième personne avec le même patronyme. car cela signifierait pour chacun d'eux, un héritage de 5 millions de dollars.
L'Américain Garrideb vient voir Holmes et Watson au 221B Baker Street, et n'est apparemment pas très heureux que Nathan Garrideb ait impliqué un détective. Ce Garrideb, qui prétend être avocat, raconte la surprenante histoire d'Alexander Hamilton Garrideb, un millionnaire qu'il avait rencontré au Kansas. Très fier de son nom, Hamilton Garrideb a légué sa succession de 15 millions de dollars à John Garrideb à la condition qu'il trouve deux autres Garrideb avec qui la partager à parts égales. Ce dernier est venu en Angleterre pour rechercher des personnes portant son nom, ses recherches ayant échoué dans son propre pays. Jusqu'à présent, il n'a trouvé que Nathan. Le lendemain Holmes va voir l'Inspector Lestrade de Scotland Yard et identifie John Garideb comme étant James Winter, alias Morecroft, alias Killer Evans. Condamné après avoir tiré sur trois hommes aux États-Unis, il venait de s'évader de prison. À Londres, il a tué Rodger Prescott, un faussaire de Chicago dont la description correspond à l'ancien occupant de la chambre de Nathan Garrideb ce qui lui a valu cinq ans de prison.
Holmes et Watson se rendent chez Garribed et attendent l'arrivée de Killer Evans. Ce dernier souhaitait éloigner Nathan Garrideb de sa maison afin de récupérer les faux billets réalisés par Prescott. Au cours, de l'affrontement, Winter tire sur Watson et le blesse à la jambe. Furieux, Holmes neutralise Winter et, bouleversé, porte secours à son ami. Winter tente de soudoyer Watson et Holmes avec les faux billets mais ils refusent et appellent le Yard pour l'arrêter.

Watson semble heureux de la fin de l'aventure. Ému par la réaction de Sherlock Holmes, à la suite de sa blessure, il déclare : 
Cela valait une blessure, cela valait beaucoup de blessures, de connaître la profondeur de la loyauté et de l'amour qui se cachaient derrière ce masque froid

## Adaptations

### Télévision
En 1937, la NBC, alors nouvellement formée, a demandé l'autorisation de Lady Conan Doyle pour produire The Three Garridebs pour la télévision américaine. Il s'agit de la première adaptation télévisée d'une aventure de Sherlock Holmes. Louis Hector interprète Holmes et William Podmore joue le rôle de Watson.
La nouvelle a été adaptée en 1994 dans la série télévisée britannique Sherlock Holmes de la Granada Television avec Jeremy Brett dans le rôle-titre. Cette adaptation est fusionnée avec l'intrigue d'une autre nouvelle, La Pierre de Mazarin. Il s'agit du 40ème épisode de la série et le 5ème de la quatrième et dernière saison. Dans cet épisode, Sherlock Holmes n'apparaît qu'au début et à la fin de l'épisode car l'acteur Jeremy Brett était trop malade pour pouvoir jouer son rôle. C'est finalement Mycroft Holmes, interprété par Charles Gray, qui mène l'enquête avec Watson, interprété par Edward Hardwicke.
L'affaire est enfin évoquée dans l'épisode intitulé The Final Problem de la série Sherlock. Dans cet épisode, Eurus Holmes met brièvement Sherlock Holmes au défi d'identifier lequel des trois frères Garrideb a commis un meurtre.

## Livre audio en français
- Arthur Conan Doyle, Les Trois Garrideb [« The Adventure of the Three Garridebs »], Paris, La Compagnie du Savoir, coll. « Les enquêtes de Sherlock Holmes », 2011 (EAN 3661585198734, BNF 42478515)Narrateur : Cyril Deguillen ; support : 1 disque compact audio ; durée : 46 min environ ; référence éditeur : La Compagnie du Savoir CDS109. Le nom du traducteur n'est pas indiqué.